# Spulber (gmina)
Spulber – gmina w Rumunii, w okręgu Vrancea. Obejmuje miejscowości Carșochești-Corăbița, Morărești, Păvălari, Spulber, Tojanii de Jos, Tojanii de Sus i Țipău. W 2011 roku liczyła 1279 mieszkańców.